# جوزيف دي توري
جوزيف دي توري (بالإسبانية: Joseph de Torre)‏ هو فيلسوف إسباني، ولد في 1932.